# Seehund
Seehund ("foca" in tedesco) era il nome di una classe di sommergibili tascabili della Kriegsmarine tedesca, anche nota come Tipo XXVIIB o Tipo 127.
Derivati dai precedenti minisommergibili Hecht, i Seehund furono prodotti a partire dal 1944, troppo in ritardo per influenzare significativamente gli eventi della seconda guerra mondiale: dei pianificati 1.000 esemplari, solo 137 entrarono effettivamente in servizio. Considerata la miglior classe di sommergibili tascabili prodotta dalla Germania nella guerra, i Seehund videro diverse azioni lungo le coste tedesche del Mare del Nord e nel canale de La Manica, affondando però solo un numero ridotto di unità navali degli Alleati.

## Caratteristiche

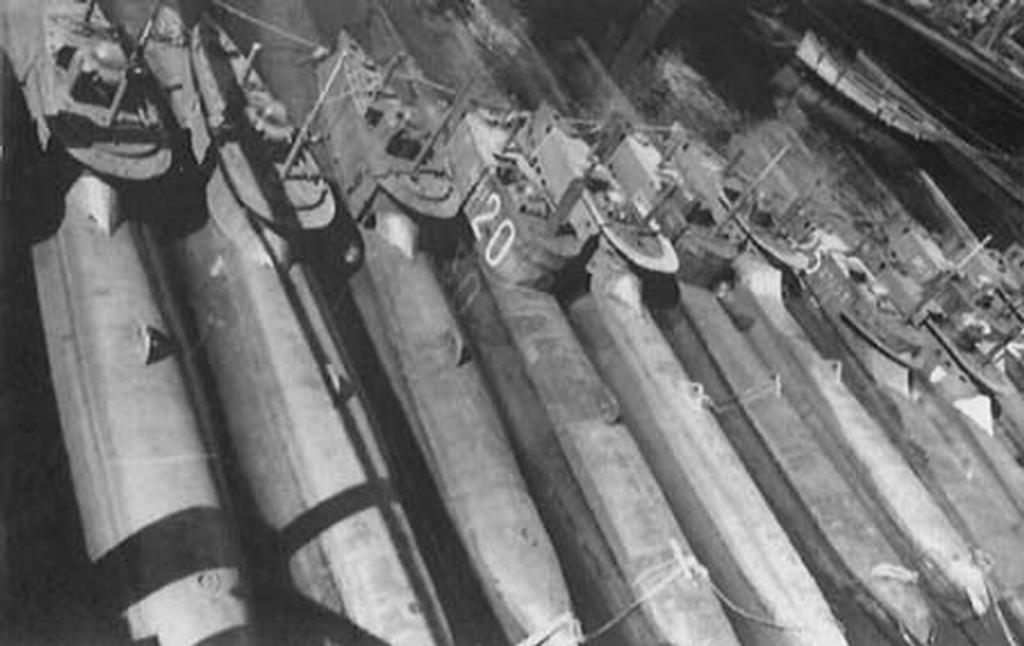
Una fila di Seehund appena costruiti catturati dagli Alleati nel maggio 1945

Il progetto dei Seehund, elaborato dagli ingegneri navali Fischer e Grim del direttorato costruzioni navali tedesco nel giugno 1944, riprendeva quello dei precedenti sommergibili tascabili del tipo Hecht, a loro volta ricavati dai minisommergibili classe X della Royal Navy britannica, due dei quali erano stati catturati dopo un riuscito attacco alla corazzata tedesca Tirpitz in Norvegia.
I Seehund erano piccoli battelli con scafo lungo 11,9 metri e largo 1,68 metri, per un pescaggio di 1,52 metri e un dislocamento di 14,9 tonnellate con il battello in emersione e di 17 tonnellate in immersione; la profondità raggiungibile in condizioni operative era di 30-50 metri, ma fu raggiunta anche una profondità massima di 70 metri senza registrare incidenti. L'apparato propulsivo per la navigazione in superficie era costituito da un motore Diesel da 64 hp della Büssing-NAG, originariamente progettato per automobili, mentre in immersione il battello era spinto da un motore elettrico da 25 hp della AEG. L'autonomia era di  300 miglia nautiche a 7 nodi di velocità in emersione, e di 63 miglia nautiche a 3 nodi in immersione; normalmente un Seehund poteva operare continuativamente per cinque giorni di seguito, ma una missione raggiunse il record di dieci giorni di durata. L'equipaggio, alloggiato nella parte centrale e con a disposizione un periscopio lungo tre metri, era composto da un ufficiale e un ingegnere di bordo.
Al contrario degli Hecht, equipaggiati solo con cariche esplosive da rilasciare nelle vicinanze del battello nemico, i Seehund furono costruiti per imbarcare dei siluri: due ordigni tipo G7e erano alloggiati in supporti esterni allo scafo.
Le loro caratteristiche tecniche rendevano i Seehund i migliori sommergibili tascabili realizzati dalla Germania nella seconda guerra mondiale, incorporando le lezioni apprese con i poco riusciti battelli dei tipi precedenti. I Seehund si rivelarono quasi impossibili da localizzare da parte degli apparati ASDIC degli Alleati a causa delle loro ridotte dimensioni, mentre la bassa velocità li rendeva molto difficili da individuare per gli idrofoni; il battello risultava molto resistente alle bombe di profondità, le quali semplicemente spingevano via l'unità a causa del suo piccolo peso, ma se danneggiato lo scafo aveva la tendenza a riversare pericolosi quantitativi di monossido di carbonio nella cabina di pilotaggio. Attacchi in superficie potevano essere condotti con onde non superiori al grado 4 della scala di Beaufort, ma gli attacchi in immersione potevano essere realizzati solo con il battello praticamente immobile.

## Impiego operativo

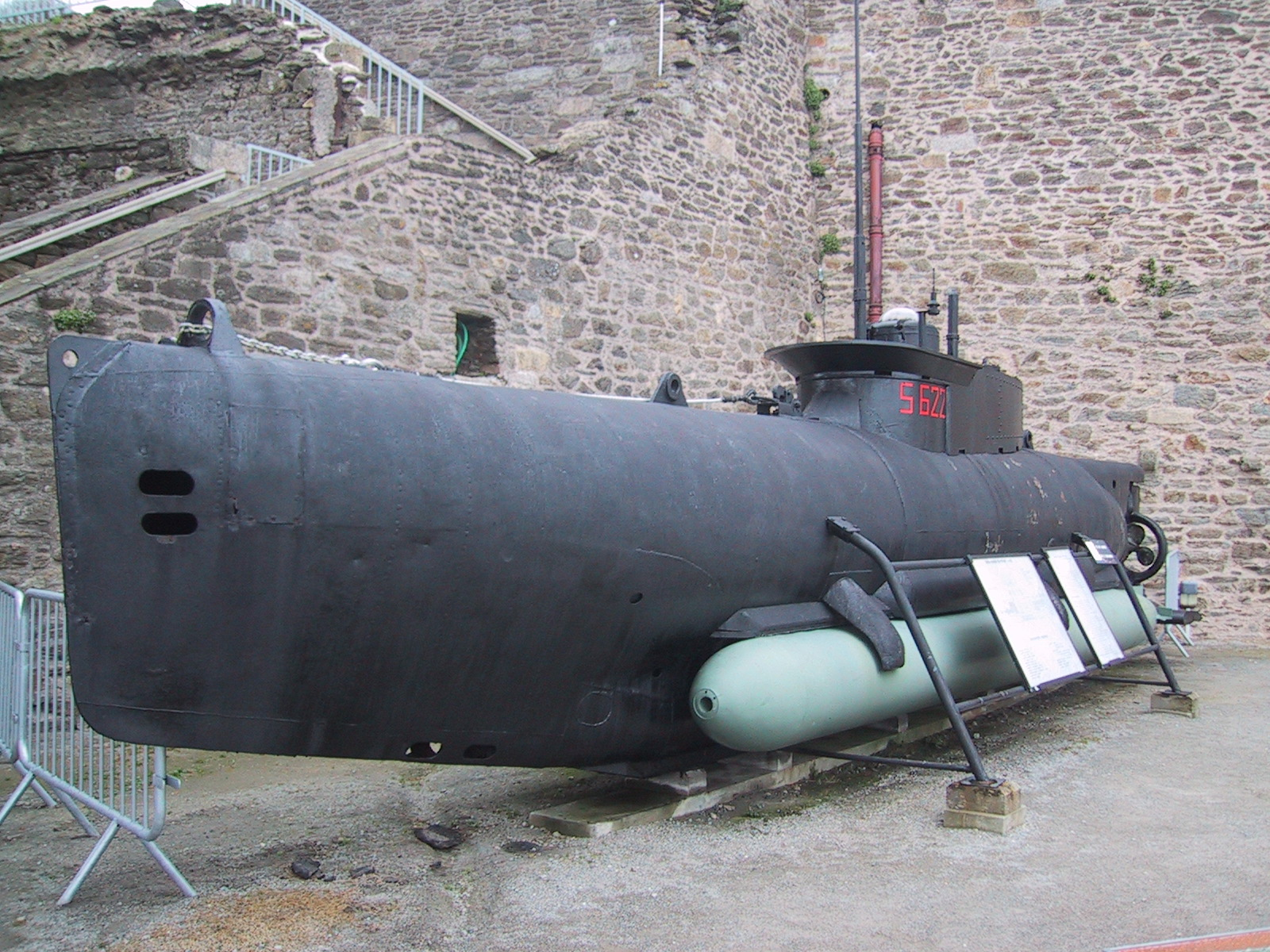
Il Seehund S622 della marina francese esposto al museo di Brest

Dopo le prime positive prove in mare, i Seehund furono messi in costruzione alla fine del 1944 iniziando a svolgere le loro prime missioni operative nel gennaio 1945; furono ordinati tra 1.000 e 1.351 esemplari di Seehund, ma alla fine della guerra solo 285 erano stati assemblati di cui solo 137 erano entrati effettivamente in servizio (numerati da U-5001 a U-5118 e da U-5251 a U-5394). La costruzione fu curata da diversi cantieri tedeschi come Howaldtswerke e Germaniawerft di Kiel, Schichau-Werke di Elbing e Klöckner - Humboldt - Deutz AG di Ulma, ma alcuni esemplari furono commissionati anche alla Cantieri Riuniti dell'Adriatico di Monfalcone in Italia.
La prima operazione intrapresa dai Seehund fu tentata il 1º gennaio 1945, quando 17 battelli salparono da IJmuiden nei Paesi Bassi occupati per attaccare un convoglio al largo del Kwinte Bank; l'azione fu un completo fallimento: solo due unità rientrarono alla base, mentre a parte tre battelli colati a picco da unità di scorta britanniche tutti gli altri andarono perduti dopo essere incappati in una tempesta. Altre operazioni lungo la costa meridionale dell'Inghilterra non ottennero risultati fino al 15 febbraio, quando un Seehund danneggiò la petroliera olandese Liseta al largo degli scogli di North Foreland; il 22 febbraio un Seehund affondò il mezzo da sbarco LST364 mentre il 24 febbraio lo U-5330 reclamò l'affondamento di una corvetta nemica nel canale de La Manica: il comando della Kriegsmarine attribuì al battello l'affondamento del cacciatorpediniere di scorta francese La Combattante, ma stando ai registri alleati quest'ultimo saltò su una mina il giorno prima e la vittima dello U-5330 fu in realtà la nave posacavi britannica Alert.
In marzo furono ottenuti successi maggiori, con tre mercantili affondati in 29 sortite  al largo delle coste inglesi; il 26 marzo il cacciatorpediniere britannico HMS Puffin speronò un Seehund al largo di Lowestoft, ma l'esplosione dei siluri portati dal battello danneggiò così gravemente il Puffin che l'unità fu dichiarata irreparabile e avviata alla demolizione. Altri successi a danni di mercantili furono ottenuti in aprile, con la sospensione di ogni ulteriore missione dei Seehund decretata il 28 aprile; l'ultima missione si ebbe tra il 28 aprile e il 3 maggio, quando alcuni Seehund raggiunsero la guarnigione assediata di Dunkerque recando al posto dei siluri dei contenitori stagni contenenti rifornimenti e viveri. In totale furono realizzate 142 sortite di Seehund nel corso del conflitto, con la perdita di 35 battelli (per la maggior parte a causa delle condizioni meteo) e causando l'affondamento di nove navi per complessive 18.451 tonnellate di stazza lorda e il danneggiamento di altre tre navi per complessive 18.354 tonnellate.
Nel dopoguerra quattro Seehund furono ceduti alla Francia come riparazione per i danni di guerra, servendo nella Marine nationale fino all'agosto 1953; uno dei battelli francesi è oggi esposto al Musée national de la Marine di Brest, con un altro allo United States Naval Shipbuilding Museum di Quincy negli Stati Uniti d'America e vari esemplari in diversi musei tedeschi.